# بفه شکری
بـُفـَه شِکری یا بفه شیره ای شیرینی محلی و اصیل لار‌ی، در ایام عید نوروز است. این شیرینی از ترکیب آرد، آب، شکر، روغن و هل درست می‌شود.